# Народознавство
Народознавство — наука, що досліджує етнічні спільноти на предмет визначення специфічних ознак і функцій, виявлення їх змісту та закономірностей процесу становлення з погляду забезпечення існування етносу.
Народознавство — система знань про конкретний народ, особливості його побуту й трудової діяльності, національний характер, світогляд, історико-культурний досвід, родовід, спосіб життя та виховання, рідний край.
Народознавство — також відоме під назвами європейська етнологія, культурна антропологія — академічний фах, який займається вивченням насамперед феноменів повсякденного життя людей. Головним пунктом європейської етнології вивчення є Європа, також процеси глобалізації та транснаціоналізації, розгляд питань і проблем поза межами Європи, вивчення та аналіз культурних феноменів з історичного погляду та сьогодення в європейському суспільстві. Культура розглядається як соціальна модель діяльності і порядку суспільства, проте вона не є закостенілим феноменом, а є прогресуючим процесом, який відбувається в суспільстві.
Народознавтво досліджує культурні феномени матеріальної культури, наприклад, звичаї та традиції, а також суб'єктивне ставлення до них людини.
Галузі європейської етнології: (повсякденна) культура широких шарів населення, і процеси її зміни, беруться до уваги також процеси пов'язані з глобалізацією. Особливу увагу спрямовано на повсякдення з перспективи людини — актора. А також економічні, наукові процеси пов'язані з діяльністю людини. Теми соціальних нерівностей.
Як навчальний фах встановилося народознавство або європейська етнологія в час модернізму. Він бере свої початки з камералістики XVIII століття. Як навчальний фах встановилося в XIX столітті як реакція на масивні трансформаційні процеси в індустріальних суспільствах.